# Susan Jane Cunningham
Susan Jane Cunningham (Virgínia, 23 de març de 1842 - 24 de gener de 1921) va ser una matemàtica estatunidenca, l'activitat de la qual va ser fonamental en la fundació i desenvolupament del Swarthmore College. Va estudiar matemàtiques i astronomia amb Maria Mitchell al Vassar College com a estudiant especial durant el 1866–67. També va estudiar aquestes assignatures durant diversos estius a la Universitat Harvard, la Universitat de Princeton, el Newnham College, Cambridge, l'Observatori de Greenwich i el Williams College.